# Terrestrisuchus
Terrestrisuchus is een geslacht van uitgestorven Crocodylomorpha uit het Laat-Trias. De wetenschappelijke naam Terrestri-suchus betekent letterlijk landkrokodil; in tegenstelling tot de moderne, amfibische krokodilachtigen leefde Terrestrisuchus op het land. Het lichaam was daarop aangepast en had door de hagedisachtige bouw en lange poten weinig gemeen met de lichaamsvorm van de huidige soorten. Terrestrisuchus bereikte een lengte van ongeveer vijftig centimeter.

## Kenmerken
Terrestrisuchus was een klein, dun, hagedisachtig wezen met lange benen, dat weinig tot geen gelijkenis vertoont met moderne krokodillen, die verre familieleden zijn. Het had een lengte van 0,75 tot een meter en een gewicht van vijftien kilogram. De vorm van de benen suggereert dat hij snel kon rennen. Zijn staart was bijzonder lang, ongeveer twee keer de lengte van het hoofd en het lichaam gecombineerd, en kan zijn gebruikt als een balans waardoor het dier zich op kon richten en alleen op zijn achterpoten kon rennen voor korte periodes.
De benen waren direct onder het lichaam geplaatst, wat betekent dat voorouderlijke krokodillen zoals Terrestrisuchus lopend waren en dus werkten hun benen als paren voor galopperen. Pseudo-galopperen kan worden gezien bij moderne krokodillen omdat ze erom bekend staan verenigde wandelingen te gebruiken in zeldzame maar snelheidsafhankelijke situaties. Fossiel bewijsmateriaal toont ook aan dat ze gigitigrade waren en hun gewicht op alleen hun vingers ondersteunden.